# Fiona O'Sullivan
Fiona O'Sullivan, född 17 september 1986, är en USA-född irländsk fotbollsspelare (Mittfältare) som spelar i Piteå IF sedan säsongen 2011. Spelar för Irland på Landslagsnivå där hon gjort 6 mål. Bland annat gjorde hon en hattrick den 25 augusti 2010 mot Israel i kval till VM 2011. På Irlands fotbollsgala i februari 2011 blev hon utsedd till "Årets spelare". I juni lämnar hon Piteå för Kvarnsvedens IK efter en tung vårsäsong med bara ett mål i Damallsvenskan.